# Lorenz Hagenbeck
Lorenz Amandus Gottfried Hagenbeck (* 2. April 1882 in Hamburg; † 26. Februar 1956 ebenda) war ein deutscher Tierpark- und Zirkusdirektor.

## Leben und Wirken
Lorenz Hagenbeck war der zweitälteste Sohn von Carl Hagenbeck. Er besuchte eine Realschule, absolvierte eine kaufmännische Ausbildung und arbeitete seit Oktober 1902 im Unternehmen seines Vaters. 1903 reiste er nach Indien, wo er Elefanten erwarb. Im März 1904 besuchte er gemeinsam mit seinem älteren Bruder Heinrich Hagenbeck die Louisiana Purchase Exposition. Die Brüder zeigten hier die „Carl Hagenbeck's trained animal show“. Anschließend tourten sie durch die USA und führten die während der Weltausstellung gezeigten Dressuren erneut auf. 1910 fand in Buenos Aires die Feier zum hundertjährigen Bestehen Argentiniens statt. Lorenz Hagenbeck gestaltete hierfür die „Exposición Carlos Hagenbeck“, bei der er eine Völkerschau und Zirkusnummern miteinander kombinierte.

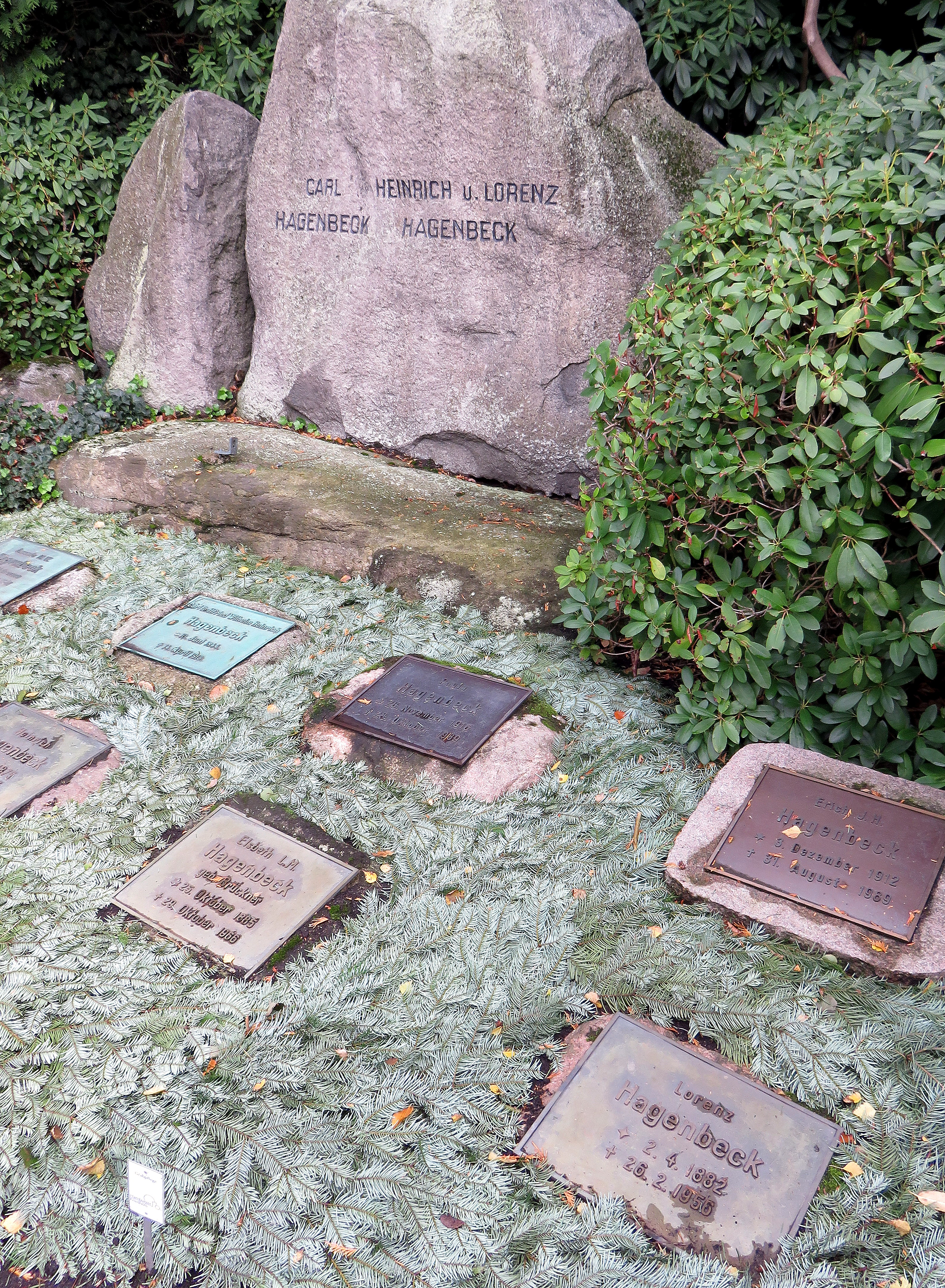
Kissenstein für Lorenz Hagenbeck (unten rechts) auf dem Familiengrab Friedhof Ohlsdorf

Im April 1913 starb sein Vater, Carl Hagenbeck. Lorenz Hagenbeck und sein Bruder führten die Geschäfte, an denen ihnen seit 1911 in gleichem Umfang Anteile besaßen, gleichberechtigt fort. Während des Ersten Weltkriegs bekam der Tierpark finanzielle Probleme. Lorenz Hagenbeck kaufte im März 1916 einen Zirkus von Adolf Straßburger. Mit diesem tourte er durch Norwegen, Dänemark, Polen und die Niederlande, um zusätzlich Geld zu verdienen. Lorenz Hagenbeck leitete dabei selbst eine Elefantengruppe. Nach Kriegsende gastierte der nach Carl Hagenbeck benannte Zirkus seit Februar 1919 in Essen sowie ab Dezember 1923 in Wien. Die Vorführungen fanden in festen Häusern statt. In der Folgezeit ging der Zirkus auf Tournee durch verschiedene europäische Länder. 1927/28 und 1936/37 gab der Zirkus Vorstellungen in Südafrika. Von April 1933 bis Dezember 1934 führte eine „Welttournee“ nach Japan, China, Indien und Ägypten. Der Zirkus war somit der erste westeuropäische, professionell betriebene Zirkus, der den Weg in diese Länder fand.
Während des Zweiten Weltkriegs bezog der Zirkus im Winter 1943 sein Winterquartier in Stellingen. Das Winterquartier wurde ebenso zerstört wie das Zirkusgebäude in Wien im November 1944. Bei Kriegsende befanden sich Dressurgruppen und Zirkusgegenstände in Schweden, wo sie beschlagnahmt, enteignet und 1947 versteigert wurden. Lorenz Hagenbeck versuchte, einen neuen Zirkus zu organisieren. Von 1949 bis 1953 leiteten sein Sohn Erich Hagenbeck und der Neffe Fritz Wegner das neue Unternehmen, das neben Auftritten in Deutschland auch in der Schweiz und Belgien auftrat. Der Zirkus war jedoch wirtschaftlich nicht erfolgreich und von Lorenz Hagenbeck daher Ende 1953 stillgelegt.
Lorenz Hagenbeck starb Anfang 1956 nach längerer Krankheit. Er wurde auf der Familiengrabstätte Ohlsdorfer Friedhof in Hamburg im Planquadrat AE 15 nördlich des Nordteichs beigesetzt.

## Nachfahren
Sohn: Erich Hagenbeck
Sein Enkel Dietrich Thomas Hagenbeck (1933–1982) war bis zu seinem Tod Leiter des Tierparks Hagenbeck.
Anschließend übernahmen Urenkelin Caroline Hagenbeck (1959–2005) gemeinsam mit ihrem Onkel 3. Grades Carl Claus Hagenbeck (* 1941), Enkel des Heinrich Hagenbeck, die Geschäftsführung des Tierparks. In einem Gesellschaftervertrag wurde festgelegt, dass die auf Heinrich und Lorenz Hagenbeck zurückgehenden Familienzweige jeweils eine Person in der Tierpark-Leitung stellen.